# Loukov (železniční zastávka)
Loukov je železniční zastávka, která se nachází asi 1,5 kilometrů od centra obce Loukov. Leží v km 39,568 na trati Kojetín – Valašské Meziříčí.
Provoz na úseku trati s železniční zastávkou Loukov byl zahájen 1. června 1888.
V zastávce se neprodávají jízdenky, odbavení cestujících se provádí ve vlaku.
Přes traťovou kolej jsou vedeny dvě vlečky obsluhované ze železniční stanice Osíčko. Vlečka Loukov společnosti Čepro a další vlečka odbočující z traťové koleje Osíčko – Bystřice pod Hostýnem. Jde o vojenskou vlečku č. 21 – Loukov, která je ve vlastnictví státu a je provozována příspěvkovou organizací Armádní servisní.
Ze zastávky vede zelená turistická trasa KČT přes Kelčský Javorník a Podhradní Lhotu (s krátkými značenými odbočkami na zříceniny hradů Šaumburk a Nový Šaumburk) k železniční zastávce Podhradní Lhota.